# Gioacchino Toma
Pour les articles homonymes, voir Toma.
Gioacchino Toma (né à Galatina le 24 janvier 1836 et mort à Naples le 12 janvier 1891) est un  professeur d'art et peintre Italien,  principalement auteur de scènes historiques, réalistes et de genre  dans un style  romantique.

## Biographie
Gioacchino Toma fils d'un médecin, est né à Galatina, dans la province de Lecce. Il est devenu orphelin par son père à six ans et par sa mère à huit ans. À dix ans, il est confié à un oncle paternel et rejeté, envoyé d'abord dans un couvent puis à l'Hospice des pauvres de Giovinazzo, dans la région de Bari. Formé à l'art du tissage, il y apprend les premiers rudiments du dessin. Il réalise de nombreuses natures mortes en tant qu'autodidacte.
Après avoir quitté l'hospice, il rompt les liens avec sa famille à l'âge de 18 ans et s'enfuit en 1855 à Naples où  fait son apprentissage auprès des peintres Alessandro Fergola et Domenico Morelli, produisant des croquis et de la peinture ornementale de 1854 à 1855.
En 1857, soupçonné d'être un conspirateur anti-Bourbon il est interné pendant dix-huit mois à Piedimonte Matese. Grâce à de nombreuses sollicitations, il y peint une série de portraits de personnalités locales, caractérisés d'un regard austère et raffiné, dont le portrait du duc de Laurenzana, ainsi que des natures mortes.

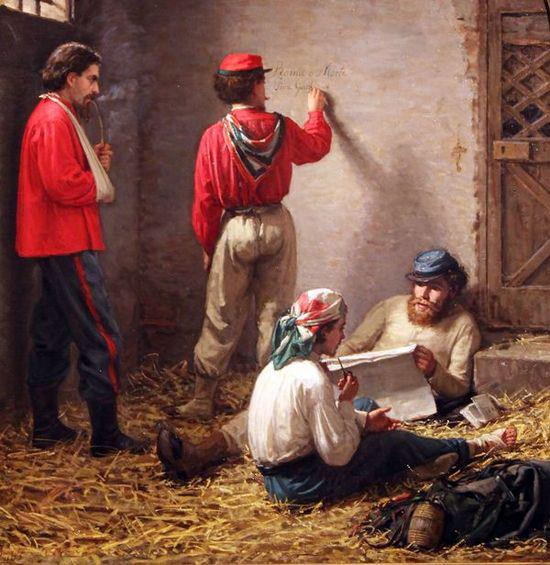
Rome ou la mort! (1863).

Après 1859, il prend part à des activités révolutionnaires, rejoint Giuseppe Garibaldi et devient membre de la légion Matese en 1860.
Il fait plusieurs expositions à Naples (1861-1862) et Florence (1863), quittant par la suite la vie publique pour enseigner le dessin dans les écoles municipales. Il devient professeur d'art à l' Académie royale des beaux-arts de Naples, professeur honoraire de l'Accademia Ligustica et directeur de l'École de dessin appliqué. Il recommence à exposer en 1874.
Il a été nommé chevalier de l' Ordre de la Couronne d'Italie .
Parmi ses élèves figurent le sculpteur napolitain Giovanni De Martino et le peintre Lionello Balestrieri.
Il est mort à Naples le 12 juin 1891.

## Œuvre
Il a réalisé des collections de dessins pour la fabrication de la dentelle, qui ont reçu une médaille d'argent à l'Esposizione Generale Italiana de Turin en 1884.
Il a publié un texte de conception élémentaire, illustré de dessins de plantes en vingt planches.
A la fin de sa vie il écrit une courte autobiographie Ricordi di un Orfano, Giannini & Figli, 1886, relatant les souvenirs de son enfance difficile, à son fils, Gustavo.
Ses expériences  ont imprégné son travail d'une mélancolie manifeste à tel point que les critiques l'ont souvent décrit comme « il pittore del grigio », (le peintre du gris) ,.
Sa grande toile sur l'Éruption du Vésuve, est également appelée Une pluie de cendres (La pioggia di cenere di Vesuvio). Elle a été exposée à l'exposition de Turin et offerte à l'Académie de Florence .
Il documente une tradition qui voit les habitants défilant en procession avec une icône de saint Janvier.  

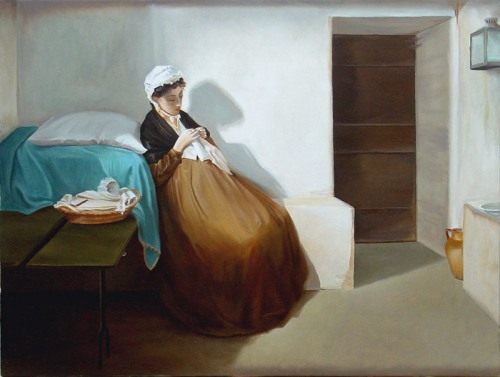
Luisa Sanfelice en prison (1874)

Son œuvre maîtresse Luisa Sanfelice in carcere (Luisa Sanfelice en prison) reproduite dans l'Illustrazione Italiana se trouve dans la collection du musée de Capodimonte de Naples. Cette œuvre représente l'ancienne aristocrate dans sa cellule de prison à Château Sant'Elmo, cousant une robe pour l'enfant qu'elle attendait. Sa décapitation a été ordonnée par le roi Bourbon restauré pour soutenir la République parthénopéenne de 1799. Ce tableau qui existe en deux versions est rapidement devenu l'un des plus célèbres du XIXe siècle italien et Luisa, est devenue un symbole de la résistance contre l'absolutisme. Son histoire a également été racontée par Alexandre Dumas qui a rejoint Garibaldi à Naples, et y a passé plus de trois ans.
- Luisa Sanfelice en prison (1874), huile sur toile, 63 × 79 cm, Musée de Capodimonte, Naples[1]
- Luisa Sanfelice en Prison (1877), huile sur toile, 61 × 78 cm, Galleria Nazionale d'Arte Moderna e Contemporanea, Rome[7].
- La Gardienne au tour des enfants trouvés (1877), huile sur toile, 57 × 83 cm, Palazzo delle Belle Arti , Rome[8]
- Le Viatique de l orpheline - Extrême onction donnee a une petite orpheline mourante (1877), Galleria Nazionale d Arte Moderna e Contemporane, Rome[9]
- La Messa à la Maison, scène de maison bourgeoise avec personnages assis (1877), huile sur toile, 83 × 130 cm, acquise par la ville de Naples[10] ;
- Le Jour du nom de la maîtresse (1879), Musée de Capodimonte, Naples[11]
- Confession (1880), huile sur toile, Collection LA Senigaglia, Naples[12]

- Autoportrait (vers 1880), huile sur toile, Musée de Capodimonte, Naples[1]
- Portrait de sa femme (vers 1880), huile sur toile, Musée de Capodimonte, Naples[1]
- Sous le Vésuve le matin (1882), huile sur toile, Musée de Capodimonte, Naples[1]
- Sous le Vésuve le soir (1886), huile sur toile, Musée de Capodimonte, Naples[1]
- Le Baiser de la grand-mère (1888-1890), huile sur toile, Musée de Capodimonte, Naples[1]
- Le Tatouage du camorriste (1888-1890), huile sur toile, 88 × 130 cm, Musée de Capodimonte, Naples[13]

Œuvres à documenter [réf. nécessaire]
- Homme torturé pendant l'Inquisition, exposé à Paris ;
- Clemente VII che nasconde le gioie del Vaticano, exposée à la Promotrice de Naples ;

## Postérité
De nombreuses rues à travers l'Italie portent le nom de Via Gioacchino Toma en l'honneur de l'artiste, dont deux à Naples au  Vomero et Guigliano en Campanie.